# Conrad Löser
Conrad Löser († um 1400) gilt als der vierte Erbmarschall der Kursachsen.

## Leben
Er stammt aus dem im Kurkreis ansässig gewesenen Adelsgeschlecht Löser und ist der zweitälteste Sohn von Magnus Löser. Dieser soll von Herzog Rudolf von Sachsen das Erbmarschallamt im Kurfürstentum Sachsen erhalten haben.
Sein älterer Bruder Hans Löser († 1373) wurde nach dem Tod des Vaters Magnus Erbmarschall der Kursachsen. Als dessen einziger Sohn George Löser ohne Hinterlassung von männlichen Leibeslehnserben um 1390 starb, wurde Conrad Löser als ältester Agnat neuer Erbmarschall. Gleichzeitig fiel das Familiengut Pretzsch (Elbe) an ihn.
Conrad Löser hinterließ die drei Söhne Günther, Matthias und Wilhelm, von denen der älteste Sohn Günther das Erbmarschallamt übernahm. Die Nachkommen von Wilhelm bildeten eigene Familienzweige der Löser. Matthias Löser hingegen wurde Propst von Kemberg und kursächsischer Kanzler.